# Österreichische Badmintonmeisterschaft 2018
Die Österreichische Badmintonmeisterschaft 2018 fand vom 2. bis zum 4. Februar 2018 in Feldkirch statt. Es war die 61. Auflage der Meisterschaften.

## Medaillengewinner
| Disziplin    | Gold                             | Silber                           | Bronze                           |
| ------------ | -------------------------------- | -------------------------------- | -------------------------------- |
| Herreneinzel | Luka Wraber                      | Wolfgang Gnedt                   | Rüdiger Gnedt                    |
| Herreneinzel | Luka Wraber                      | Wolfgang Gnedt                   | Leon Seiwald                     |
| Dameneinzel  | Jenny Ertl                       | Katrin Neudolt                   | Katharina Hochmeir               |
| Dameneinzel  | Jenny Ertl                       | Katrin Neudolt                   | Carina Meinke                    |
| Herrendoppel | Daniel Graßmück Roman Zirnwald   | Dominik Stipsits Philip Birker   | Jakob Sorger Philipp Drexler     |
| Herrendoppel | Daniel Graßmück Roman Zirnwald   | Dominik Stipsits Philip Birker   | Fabian Steurer René Nichterwitz  |
| Damendoppel  | Serena Au Yeong Sabrina Herbst   | Elisabeth Baldauf Antonia Meinke | Bianca Schiester Réka Sárosi     |
| Damendoppel  | Serena Au Yeong Sabrina Herbst   | Elisabeth Baldauf Antonia Meinke | Carina Meinke Katharina Hochmeir |
| Mixed        | Roman Zirnwald Elisabeth Baldauf | Dominik Stipsits Antonia Meinke  | Kilian Meusburger Sabrina Herbst |
| Mixed        | Roman Zirnwald Elisabeth Baldauf | Dominik Stipsits Antonia Meinke  | Philip Katsaros Nina Sorger      |

## Herreneinzel
- Christian Hartner – Fabian Neyer: 21-13 21-12
- Michael Giesinger – Nicolas Rudolf: 21-17 21-17
- Leon Seiwald – Markus Ratzenböck: 21-8 21-14
- Philip Birker – Tobias Garcia-Navas: 21-13 21-9
- András Németh – Luca Dobler: 21-4 21-5
- Michael Schausberger – Simon Ofner: 21-11 21-8
- Wolfgang Gnedt – Richard Schneeberger: 21-5 21-8
- Luka Wraber – Markus Schaller: 21-19 21-15
- Jakob Sorger – Jannik Maczejka: 22-20 21-16
- Kilian Meusburger – Philipp Drexler: 17-21 21-17 21-17
- Johannes Schöpf – Lukas Höfling: 12-21 21-14 21-18
- René Nichterwitz – Markus Grutschnig: w.o.
- Rüdiger Gnedt – Luca Froschauer: 21-19 21-14
- Vilson Vattanirappel – Andrej Serov: 21-10 21-4
- Florian Baumgartner – Emanuel Schöpf: 21-15 21-12
- Lukas Rebhandl – Fabian Steurer: 26-24 13-21 21-13
- Luka Wraber – Jakob Sorger: 21-11 21-10
- Kilian Meusburger – Christian Hartner: 21-14 21-10
- Michael Giesinger – Johannes Schöpf: 21-11 21-8
- Leon Seiwald – René Nichterwitz: 21-19 21-12
- Rüdiger Gnedt – Philip Birker: 17-21 21-19 21-15
- Vilson Vattanirappel – András Németh: 21-7 21-12
- Florian Baumgartner – Lukas Rebhandl: 21-15 17-21 21-19
- Wolfgang Gnedt – Michael Schausberger: 21-11 21-14
- Luka Wraber – Kilian Meusburger: 21-16 21-13
- Leon Seiwald – Michael Giesinger: 18-21 21-10 21-15
- Rüdiger Gnedt – Vilson Vattanirappel: 18-21 24-22 21-17
- Wolfgang Gnedt – Florian Baumgartner: 21-7 21-8
- Luka Wraber – Wolfgang Gnedt: 21-11 23-21
- Luka Wraber – Leon Seiwald: 21-6 21-14
- Wolfgang Gnedt – Rüdiger Gnedt: 21-7 21-9

## Dameneinzel
- Barbara Galos – Laura Hauser: 21-14 21-19
- Jenny Ertl – Natalie Herbst: 21-12 21-14
- Conny Ertl – Bianca Schiester: 21-16 21-14
- Raphaela Winkler – Isabel Delueg: 22-24 21-19 21-18
- Katharina Hochmeir – Daniela Adamec: 21-16 21-15
- Nina Sorger – Lena Kremmel: 21-18 22-20
- Katrin Neudolt – Lena Zinganell: 21-9 21-13
- Carina Meinke – Barbara Galos: 21-13 18-21 21-18
- Jenny Ertl – Raphaela Winkler: 21-17 21-8
- Katharina Hochmeir – Conny Ertl: 21-19 21-16
- Katrin Neudolt – Nina Sorger: 20-22 21-9 21-7
- Jenny Ertl – Katrin Neudolt: 21-13 21-17
- Jenny Ertl – Carina Meinke: 21-15 21-7
- Katrin Neudolt – Katharina Hochmeir: 21-18 17-21 21-16

## Herrendoppel
- Florian Baumgartner / Philip Katsaros – Luca Dobler / Julian Schmid: 21-10 21-12
- Harald Koch / Luca Froschauer – Fabian Neyer / Emanuel Schöpf: 21-18 21-9
- Dominik Stipsits / Philip Birker – Jannik Maczejka / Simon Ofner: 21-15 21-15
- Lukas Weissenbäck / Kilian Meusburger – Markus Ratzenböck / Markus Schaller: 21-10 21-17
- Fabian Steurer / René Nichterwitz – Leon Seiwald / Vilson Vattanirappel: 21-16 21-11
- Philip Katsaros / Florian Baumgartner – Christian Hartner / Richard Schneeberger: 21-18 21-19
- Jakob Sorger / Philipp Drexler – Luca Froschauer / Harald Koch: w.o.
- Alexander Serov / Jürgen Koch – Tobias Garcia-Navas / Lukas Höfling: 21-2 21-8
- Luka Wraber / András Németh – Michael Schausberger / Andrej Serov: 21-15 21-13
- Roman Zirnwald / Daniel Graßmück – Lukas Rebhandl / Simon Rebhandl: 21-9 21-13
- Dominik Stipsits / Philip Birker – Kilian Meusburger / Lukas Weissenbäck: 21-19 11-21 21-12
- Fabian Steurer / René Nichterwitz – Florian Baumgartner / Philip Katsaros: 21-12 17-21 21-14
- Jakob Sorger / Philipp Drexler – Jürgen Koch / Alexander Serov: 21-17 21-19
- Roman Zirnwald / Daniel Graßmück – András Németh / Luka Wraber: 21-17 21-16
- Roman Zirnwald / Daniel Graßmück – Philip Birker / Dominik Stipsits: 21-16 16-21 21-18
- Dominik Stipsits / Philip Birker – René Nichterwitz / Fabian Steurer: 21-18 11-21 21-17
- Roman Zirnwald / Daniel Graßmück – Philipp Drexler / Jakob Sorger: 21-18 21-16

## Damendoppel
- Raphaela Winkler / Lena Kremmel – Natalie Herbst / Nina Sorger: 21-18 9-21 22-20
- Jenny Ertl / Conny Ertl – Isabel Delueg / Julia Herndlhofer: 21-9 15-21 26-24
- Lena Zinganell / Laura Hauser – Daniela Adamec / Barbara Galos: 21-9 23-21
- Alexandra Mathis / Anna Hagspiel – Zita Banhegyi / Leonie Tanriöver: 21-18 14-21 21-14
- Antonia Meinke / Elisabeth Baldauf – Lena Kremmel / Raphaela Winkler: 21-10 21-15
- Bianca Schiester / Réka Sárosí – Conny Ertl / Jenny Ertl: 21-12 18-21 24-22
- Carina Meinke / Katharina Hochmeir – Laura Hauser / Lena Zinganell: 22-20 21-12
- Sabrina Herbst / Serena Au Yeong – Anna Hagspiel / Alexandra Mathis: 21-11 21-15
- Sabrina Herbst / Serena Au Yeong – Elisabeth Baldauf / Antonia Meinke: 21-9 21-11
- Antonia Meinke / Elisabeth Baldauf – Réka Sárosí / Bianca Schiester: 21-15 21-15
- Sabrina Herbst / Serena Au Yeong – Katharina Hochmeir / Carina Meinke: 21-14 21-7